# Winson Green

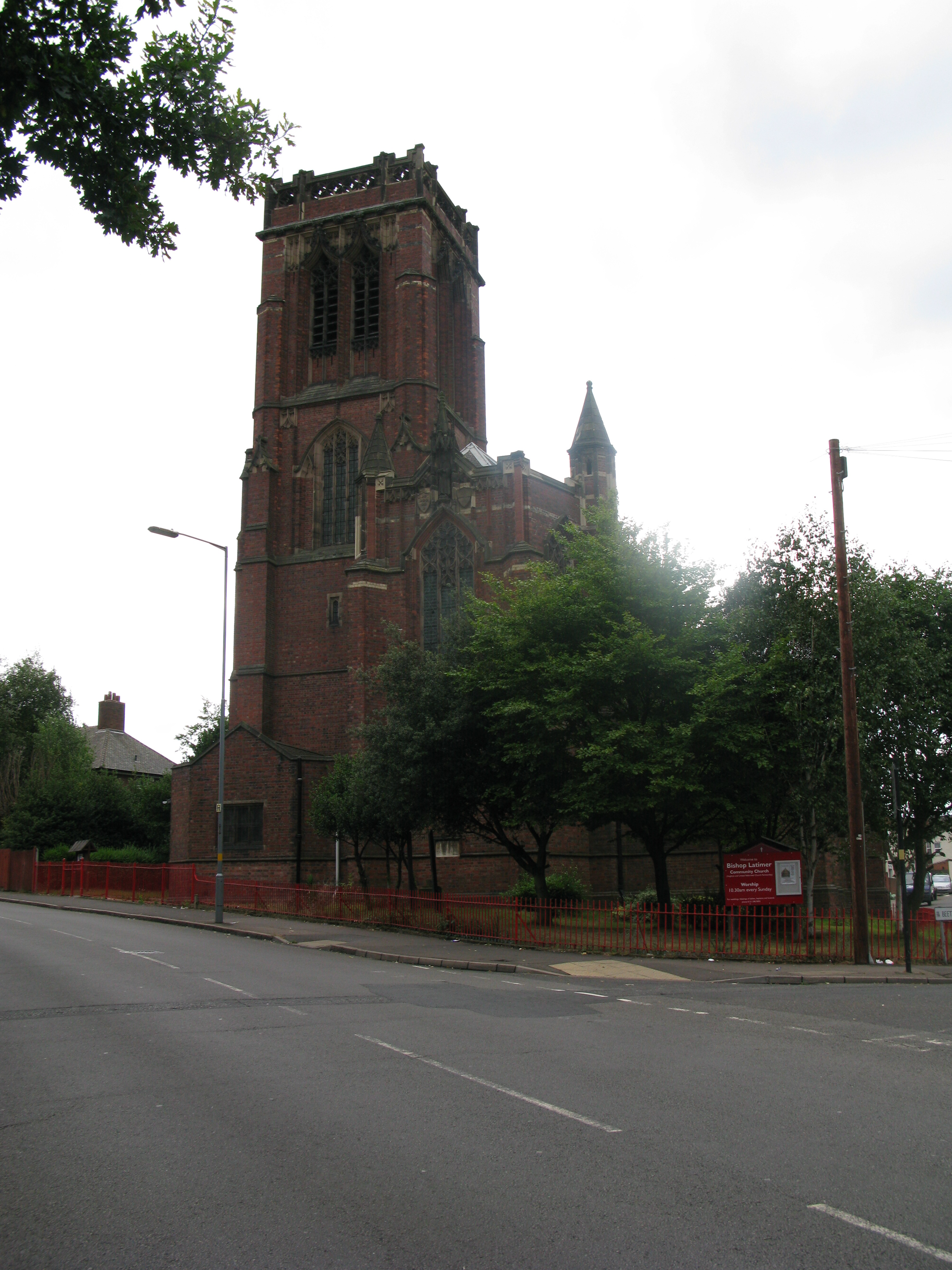
Église du Souvenir, Winson Green.

Winson Green est un quartier à l'ouest de la ville de Birmingham (Angleterre).

## Géographie
Winson Green se trouve à proximité du Black Patch Park (en), de Handsworth, de Ladywood (en) et de Hockley (en).

## Urbanisme
Dans le quartier sont situés la HM Prison de Birmingham, également connue comme la Winson Green Prison, de même que l'Hôpital de la Ville (anciennement Dudley Route de l'Hôpital). Le canal principal de Birmingham (en) traverse le quartier. Le quartier est également traversé par l'ancienne voie du London, Midland and Scottish Railway et le tramway de Midland Metro, avec un arrêt à Winson Green Outer Circle (en).

## Histoire
Le quartier est le lieu d'affrontements dans la rue lors des émeutes de 2011 en Angleterre. Trois jeunes hommes voulant protéger les commerces locaux sont alors frappés mortellement par une voiture sur le chemin Dudley.

## Politique
Winson Green fait partie du ward (en) de Soho.

## Démographie
La population est multiethnique avec une importante communauté afro-caribéenne et asiatique.

## Culture
La rue James Turner est le lieu d'une série de reportages dans le cadre de l'émission Benefits Street (en). La série sème la controverse; les habitants du quartier jugent que le portait dépeint y est faux et que l'équipe télévisuelle a trahi leur confiance, dressant un profil négatif de la communauté, les présentant comme des chômeurs, drogués, anti-sociaux et irresponsables alors que la communauté locale se compose de travailleurs partageant une vie sociale intense et positive.

## Personnalités liées à Winson Green
- Ada Benson (1840-1882), directrice d'école